# Kanton (vexillologie)

Vlag van Bretagne met een kanton

Vlag van Australië, met in de kanton; de Union Flag

Een kanton is in de vexillologie een hoek van een vlag. Meestal bedoelt men de broektop, dat is boven aan de broekingzijde (dat is de zijde van de broeking of zoom, dus aan de stokzijde). Als niet staat vermeld over welk kanton het gaat, mag men ervan uitgaan dat deze hoek bedoeld wordt. 
Vaak beslaat een kanton een kwart van de gehele vlag, soms ook minder, zoals bij de vlag van Griekenland. Voorbeelden van vlaggen met kantons zijn die van de Verenigde Staten en van verschillende overzeese gebiedsdelen van het Verenigd Koninkrijk, zoals die van de Falklandeilanden.
De marinevlag van de Bataafse Republiek was een Nederlandse vlag, met in de rode baan een klein kanton met een afbeelding van een vrouw en de Nederlandse leeuw, die samen een speer vasthouden, waarop een hoed (die de vrijheid symboliseert) geplaatst is.
Het kanton bestaat ook in de heraldiek, al heet het hier dan vaak 'schildhoek' of vrijkwartier.
De hier getoonde vlag van Bretagne heeft een kanton van hermelijnstaarten die op heraldische wijze zijn weergegeven.